# Tanita Tikaram
Tanita Tikaram (Münster, 12 de Agosto de 1969) é uma cantora nascida na antiga Alemanha Ocidental e naturalizada britânica, mais conhecida pelos sucessos Twist in My Sobriety e Cathedral Song. O seu estilo é caracterizado pela sua voz grave, a guitarra acústica e composições poéticas. Todas as músicas e letras são de autoria de Tanita Tikaram.

## Biografia
Tanita Tikaram nasceu na Alemanha, em Münster. A sua mãe é originária da Malásia e o seu pai, Indo-Fijiano, é um oficial do Exército britânico. A sua família mudou-se para Basingstoke, Inglaterra, quando tinha 12 anos.
Mudou-se para Basingstoke quando tornou-se famosa e ainda mora lá. É autora de vários hits, tais como Twist In My Sobriety, Good Tradition e, no Brasil, mais conhecida como a autora de uma das músicas mais tocadas no final da década de 1990, a música Cathedral Song, ou Catedral, famosa nas vozes de Zélia Duncan, Leandro (da dupla sertaneja Leandro e Leonardo), Banda Catedral e Renato Russo. Tanita é irmã do actor Ramon Tikaram.

## Discografia
- 1988- Ancient Heart
- 1990- The Sweet Keeper
- 1991- Everybody's Angel
- 1992- Eleven Kinds of Loneliness
- 1995- Lovers In The City
- 1996- The Best Of
- 1998- The Cappuccino Songs
- 2005- Sentimental
- 2012- Can't Go Back[3]

### Singles
| - Ancient Heart 1. "Good Tradition" 2. "Twist in My Sobriety" 3. "Cathedral Song" 4. "World Outside Your Window" - The Sweet Keeper 1. "We Almost Got It Together" 2. "Little Sister Leaving Town" 3. "Thursday's Child" - Everybody's Angel 1. "Only the Ones We Love" 2. "I Love The Heaven's Solo" - Eleven Kinds of Loneliness 1. "You Make the Whole World Cry" | - Lovers in the City 1. "I Might Be Crying" 2. "Wonderful Shadow" 3. "Yodelling Song" - The Best of Tanita Tikaram 1. "Twist In My Sobriety (remix)" 2. "And I Think of You - E penso a te" (promo) - The Cappuccino Songs 1. "Stop Listening" 2. "I Don't Wanna Lose At Love" 3. "If I Ever" - Sentimental 1. "Don't Let The Cold" (promo) |